# Calacadia rossi
Calacadia rossi är en spindelart som beskrevs av Harriet Exline 1960. Calacadia rossi ingår i släktet Calacadia och familjen Amphinectidae. Inga underarter finns listade.